# 核時標
核時標是在天文物理學中純粹基餘核燃料消耗速率估計的恆星壽命。如果假設的條件能夠滿足，熱和力學時標是用來估計個別恆星處在生命階段的哪一個時期，和恆星壽命的某一個階段。實際上，恆星的壽命會大於原子核時標估計的，因為當一種燃料變得缺乏時，另一種常常會取而代之－氫燃燒成氦、氦會再燃燒等等。但是，在氫燃燒之後所有階段總合在一起的時間通常仍短於氫燃燒期間的10%。

## 恆星天文物理學
因為氫是主序帶恆星的主要燃料來源，一般都用它來確定恆星的核壽命。它構成恆星核心的主要部分並且被氦的外殼包圍著。在恆星內部的核反應中，氫變成氦；當氫耗盡之後，恆星進入生命中的另一個階段，並且開始燃燒氦。

{\displaystyle \tau _{nuc}={\frac {\mbox{total mass of fuel available}}{\mbox{rate of fuel consumption}}}\times {\mbox{fraction of star over which fuel is burned}}={\frac {MX}{\frac {L}{Q}}}\times F}

此處的M是恆星的質量，X是恆星中組成燃料的比率，L是恆星的光度，Q是從核融合的每單位質量中釋放的能量 (化學方程式應該檢驗所獲得的數值)，F是恆星已經燃燒掉的燃料比率 (F通常相當於0.1)。例如，太陽的核時標大約是100億年。